# Corcovado (Chubut)
Corcovado è un comune dell'Argentina ed è situato nel dipartimento di Futaleufú, in provincia di Chubut.